# 平埔客
平埔客，或客平埔，是原本居住在台灣平原地區的平埔原住民族群與外來的漢族客家移民歷經長時間相處後，透過通婚與社群關係等，逐漸被客家族群同化並融合，成為台灣客家社群的一部分。通常透過姓氏譜系可追溯其祖源為平埔祖的平埔客，在臺灣西部平原以竹苗地區的道卡斯族為最多，高屏地區客家庄亦有平埔客分佈 。